# Alexander Shabalov
Alexander Shabalov in lettone: Aleksandrs Šabalovs, in russo Александр Анатольевич Шабалов?, Aleksandr Anatol'evič Šabalov (Riga, 12 settembre 1967) è uno scacchista lettone naturalizzato statunitense, Grande maestro.
Iniziò la sua carriera nella ex-Unione Sovietica, vincendo nel 1982 il campionato sovietico Under-16. Suoi allenatori sono stati Vladimir Bagirov e il suo concittadino Michail Tal'. Nel 1988 decise di intraprendere una carriera negli scacchi e dopo tre anni ottenne il titolo di Grande Maestro.
Nel 1992 partecipò con la squadra lettone alle olimpiadi di Manila. Nel corso dello stesso anno, a causa di disordini politici nel suo paese d'origine, si trasferì negli Stati Uniti stabilendosi a Pittsburgh, dove vive tuttora.
Dal 1994 al 2004 partecipò con la squadra americana ad altre quattro olimpiadi, vincendo la medaglia d'argento di squadra 
nel 1998 alle olimpiadi di Ėlista.
Shabalov vinse quattro volte il campionato degli Stati Uniti: nel 1993 (alla pari con Alex Yermolinsky), 2000 (con Joel Benjamin e Yasser Seirawan, 2003 e 2007. Nel 2019 ha inoltre vinto il Campionato statunitense seniores, successo ripetuto nel 2022.
Nel 2002 partecipò alla finale del Campionato del mondo di scacchi FIDE di Mosca. Vinse al primo turno contro Grigorij Kajdanov, ma perse nel secondo contro Aleksandr Chalifman.
Tra i suoi successi di torneo: le vittorie nel nell'open di Chicago nel 2003 e nell'U.S. Open Championship del 1993 e 2015.
Fino al 2007 ha gestito a Pittsburgh la "House of Chess", un negozio di libri e articoli scacchistici in cui dava regolarmente lezioni di scacchi.
Il suo massimo rating Elo è stato di 2645 punti, ottenuto nel luglio 1998.